# Суперкубок Монголии по футболу
Суперку́бок Монголии по футбо́лу (монг. Супер цом) — соревнование по футболу, состоящее из одного матча, в котором играют обладатель Кубка Монголии и чемпион Монголии предыдущего сезона.
В случае, если Кубок и чемпионат выигрывает одна команда, то в игре за Суперкубок ей противостоит вторая команда чемпионата. Турнир разыгрывается с 2011 года. Первые четыре розыгрыша завершали футбольный сезон в стране. Но с 2016 года Суперкубок Монголии стал открывать новый сезон. Чаще других трофей завоёвывал футбольный клуб «Хаан Хунс-Эрчим», который до объединения в 2020 году с клубом «Хаан Хунс Титем» был известен как просто «Эрчим».

## Розыгрыши
| Год  | Победитель                                                   | Счёт                                                         | Проигравшая команда                                          |
| ---- | ------------------------------------------------------------ | ------------------------------------------------------------ | ------------------------------------------------------------ |
| 2011 | Эрчим                                                        | 2:1                                                          | Улан-Батор                                                   |
| 2012 | Эрчим                                                        | 7:2                                                          | Хасын Хулгууд                                                |
| 2013 | Эрчим                                                        | 2:1                                                          | Хангарьд                                                     |
| 2014 | Эрчим                                                        | 1:0                                                          | Хоромхон                                                     |
| 2015 | Турнир стал открывать новый сезон и был разыгран в 2016 году | Турнир стал открывать новый сезон и был разыгран в 2016 году | Турнир стал открывать новый сезон и был разыгран в 2016 году |
| 2016 | Эрчим                                                        | 6:0                                                          | Улан-Батор                                                   |
| 2017 | Эрчим                                                        | 5:1                                                          | Хангарьд                                                     |
| 2018 | Улан-Батор Сити                                              | 4:2                                                          | Эрчим                                                        |
| 2019 | Эрчим                                                        | 4:2                                                          | Атлетик 220                                                  |
| 2020 | Хаан Хунс-Эрчим                                              | 4:0                                                          | Улан-Батор Сити                                              |

## Самые титулованные клубы
1. Хаан Хунс-Эрчим — 8
2. Улан-Батор Сити — 1